# Berthe Meijer
Bertha (Berthe) Meijer (Amsterdam, 21 april 1938 – aldaar, 10 juli 2012) was een Nederlands culinair journaliste en schrijfster.
Berthe Meijer werd geboren als dochter van Isidoor Meijer en Selma Weinberg. In de Tweede Wereldoorlog belandde ze in concentratiekamp Bergen-Belsen.
Ze schreef jarenlang culinaire columns voor NRC Handelsblad. Verder maakte ze televisiedocumentaires en radioprogramma's. Na haar huwelijk met Gerard Poolman trouwde ze met de pianist Gary Goldschneider.
In 2010 publiceerde ze het boek Leven na Anne Frank, waarin ze haar herinneringen aan de oorlog vertelde.
- Digitale Bibliotheek voor de Nederlandse Letteren: meij079
- Gemeinsame Normdatei: 141143444
- International Standard Name Identifier: 0000 0001 1703 9399
- Library of Congress Control Number: n2010058106
- Nationale Bibliotheek van Tsjechië: xx0153188
- Nationale Bibliotheek van Israël: 987007314080005171
- Nederlandse Thesaurus van Auteursnamen: 070749108
- Virtual International Authority File: 152687189
- WorldCat: E39PBJh4tvfVw3BBdChKRXR9Xd